# Kyan Vaesen
Kyan Vaesen (13 april 2001) is een Belgisch voetballer die onder contract ligt bij KVC Westerlo.

## Carrière
Vaesen werd geboren in Engeland, waar zijn vader Nico toen bij Huddersfield Town voetbalde. Op zijn twaalfde sloot hij zich aan bij KVC Westerlo, waar hij in juli 2019 doorstroomde naar de A-kern en een maand later zijn eerste profcontract ondertekende. Op 7 september 2019 maakte hij zijn officiële debuut in het eerste elftal van de club: op de vijfde competitiespeeldag mocht hij tegen Beerschot VA in de slotfase invallen voor Sava Petrov.
In juli 2020 werd Vaesen voor een seizoen verhuurd aan KVV Thes Sport Tessenderlo. Vanwege de onderbreking van het amateurvoetbal speelde Vaesen slechts zes officiële wedstrijden voor Thes Sport (drie competitie- en drie bekerwedstrijden). In de bekerwedstrijd tegen KMSK Deinze scoorde hij wel het eerste doelpunt van zijn seniorencarrière. Toen het amateurvoetbal in januari 2021 definitief werd stopgezet, keerde Vaesen terug naar Westerlo. In datzelfde seizoen 2020/21 scoorde hij nog twee keer voor Westerlo: op de voorlaatste speeldag zorgde hij tegen KMSK Deinze voor het enige doelpunt van de wedstrijd, vijf dagen later was hij ook trefzeker in het 1-1-gelijkspel tegen Club NXT.
In augustus 2021 brak Westerlo zijn contract open tot medio 2024.

## Clubstatistieken
| Seizoen     | Club             | Competitie         | Competitie | Competitie | Competitie | Beker | Beker | Beker | Europa | Europa | Europa | Totaal | Totaal | Totaal |
| Seizoen     | Club             | Competitie         | Wed.       | Dlp.       | Ass.       | Wed.  | Dlp.  | Ass.  | Wed.   | Dlp.   | Ass.   | Wed.   | Dlp.   | Ass.   |
| ----------- | ---------------- | ------------------ | ---------- | ---------- | ---------- | ----- | ----- | ----- | ------ | ------ | ------ | ------ | ------ | ------ |
| 2019/20     | KVC Westerlo     | Eerste klasse B    | 6          | 0          | 0          | 3     | 0     | 0     | —      | —      | —      | 9      | 0      | 0      |
| Club Totaal | Club Totaal      | Club Totaal        | 6          | 0          | 0          | 3     | 0     | 0     | 0      | 0      | 0      | 9      | 0      | 0      |
| 2020/21     | → KVV Thes Sport | Eerste nationale   | 3          | 0          | 0          | 1     | 1     | 0     | —      | —      | —      | 4      | 1      | 0      |
| Club Totaal | Club Totaal      | Club Totaal        | 3          | 0          | 0          | 1     | 1     | 0     | 0      | 0      | 0      | 4      | 1      | 0      |
| 2020/21     | KVC Westerlo     | Eerste klasse B    | 4          | 2          | 0          | 1     | 0     | 0     | —      | —      | —      | 5      | 2      | 0      |
| 2021/22     | KVC Westerlo     | Eerste klasse B    | 26         | 5          | 8          | 3     | 1     | 0     | —      | —      | —      | 29     | 6      | 8      |
| 2022/23     | KVC Westerlo     | Jupiler Pro League | 32         | 6          | 1          | 2     | 0     | 0     | —      | —      | —      | 34     | 6      | 1      |
| 2023/24     | KVC Westerlo     | Jupiler Pro League | 21         | 1          | 1          | 0     | 0     | 0     | —      | —      | —      | 21     | 1      | 1      |
| Club Totaal | Club Totaal      | Club Totaal        | 89         | 14         | 10         | 9     | 1     | 0     | 0      | 0      | 0      | 98     | 15     | 10     |
| 2024/25     | → Willem II      | Eredivisie         | 31         | 4          | 4          | 1     | 2     | 0     | —      | —      | —      | 32     | 6      | 4      |
| Club Totaal | Club Totaal      | Club Totaal        | 31         | 4          | 4          | 1     | 2     | 0     | 0      | 0      | 0      | 32     | 6      | 4      |
| TOTAAL      | TOTAAL           | TOTAAL             | 123        | 18         | 14         | 11    | 4     | 0     | 0      | 0      | 0      | 134    | 22     | 14     |

Bijgewerkt op 28 oktober 2021.

## Privé
- Vaesen is de zoon van oud-voetballer Nico Vaesen.

3 Haidara ·
4 Fixelles ·
5 Bos ·
7 Sayyadmanesh ·
9 Frigan ·
15 Sydorchuk ·
17 Smekens ·
18 Yow ·
20 Gillekens ·
21 Bernát ·
22 Reynolds ·
23 Seigers ·
25 Rommens ·
30 Van Langendonck ·
31 Annell ·
33 Neustädter ·
34 Haspolat ·
39 Van den Keybus ·
40 Bayram ·
46 Piedfort ·
49 Placias ·
60 De Boeck ·
73 Lapage ·
77 Alcócer ·
90 Ferri ·
Jungdal ·
Bolat ·
Vaesen ·
Mebude ·
Sakamoto ·
Gouré ·
Coach: Charaï